# Odprysk

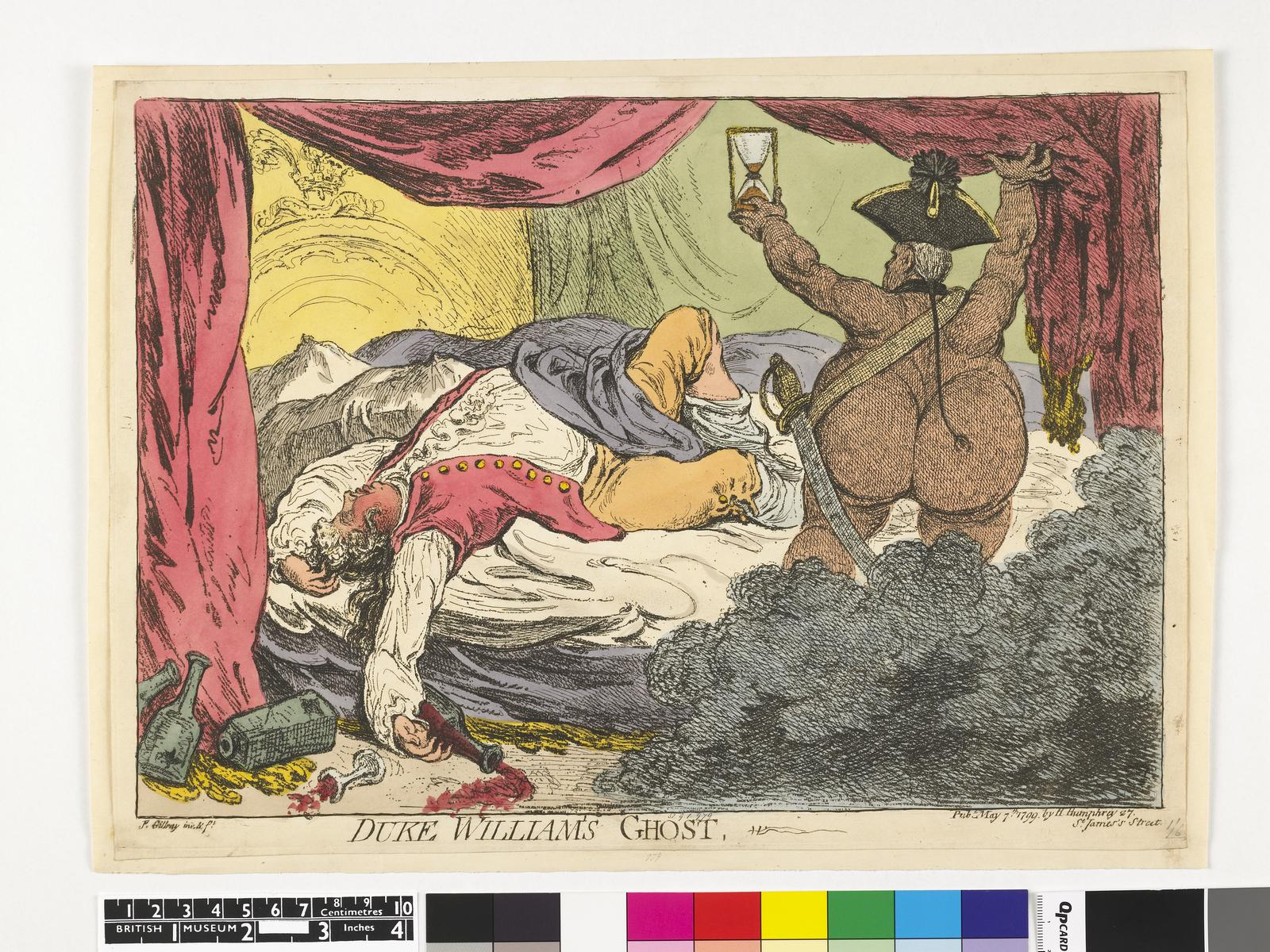
James Gillray – Duke William’s ghost, odprysk z ręcznie malowaną akwafortą, 1799

Odprysk, technika odpryskowa, technika cukrowa – technika graficzna druku wklęsłego.
Na wypolerowaną i odtłuszczoną płytę metalową nanosi się rysunek atramentem odpryskowym (będącym mieszaniną wody, gumy arabskiej, cukru i barwnika) za pomocą pędzla, pióra lub patyka; aby atrament lepiej „trzymał się” płyty można przyprószyć ją uprzednio talkiem. Po wyschnięciu rysunku płaszczyznę płyty pokrywa się werniksem akwafortowym. Następnie wkłada się płytę do wody, wówczas zawarty w atramencie cukier rozpuszcza się, powodując odpryskiwanie werniksu w miejscu rysunku (stąd nazwa techniki) i odsłonięcie metalu. Potem pokrywa się matrycę kalafonią i trawi się ją w kwasie, a po wytrawieniu metalu uzupełnia się akwatintą dno szerokich kresek.
Wynalezienie tej techniki przypisuje się Holendrowi Herculesowi Seghersowi w połowie XVII w. lub Francuzowi Felixowi Bracquemondowi w II poł. XIX w., choć podobno wcześniej stosował ją Paul Sandby (1731–1809).